# Match des champions 2012
Il Match des champions 2012 è l'8ª edizione del Match des champions.
Si è disputato il 20 settembre 2012 tra i seguenti due club:
- Élan Chalon, campione di Francia 2011-12 e vincitore della Coppa di Francia 2011-12
- Limoges CSP, finalista della Coppa di Francia 2011-12

## Finale
| Arbitri: | Chambon Jeanneau Hamzaoui |

| |            | |
| Schilb 23 | Punti      | 23 Wanamaker |
| Schilb 7 | Assist     | 3 Boungou Colo, Gomis, Mipoka, Tsamīs, Wanamaker                                                                      |
| Aboudou, Capela, Schilb 5                                                                                       | Rimbalzi   | 10 Boungou Colo |
| 5 Denmon• 12 Evtimov• 13 Tchicamboud• 14 Adolphe• 16 Schilb 4 Capela• 6 Gaillard• 8 Adjagba• 9 Lang• 11 Aboudou | Formazioni | 4 Gomis• 9 Walker• 10 Mipoka• 13 Tsamīs• 17 Desroses 11 Wanamaker• 12 McAlarney• 14 Zerbo• 15 Bavčić• 16 Boungou Colo |
| Gregor Beugnot                                                                                                  | Allenatori | Panagiōtīs Giannakīs                                                                                                  |